# Little Wildcat

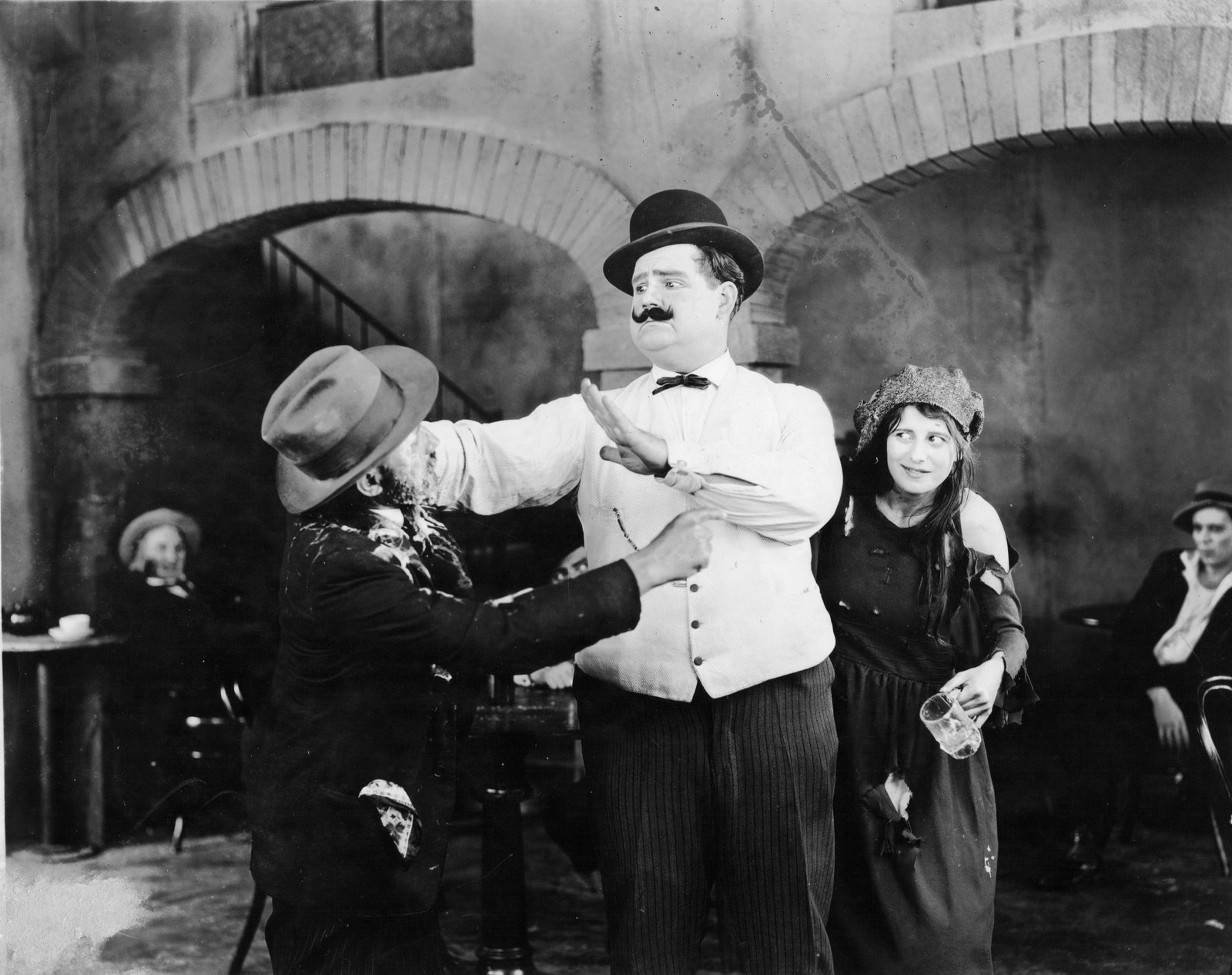
Cena do filme

Little Wildcat é um curta-metragem mudo norte-americano de 1922, do gênero comédia, com o ator cômico Oliver Hardy.

## Elenco
- Alice Calhoun - Mag
- Ramsey Wallace - Judge Arnold
- Herbert Fortier - Robert Ware
- Oliver Hardy - 'Bull' Mulligan
- Adele Farrington - Sra. Wilding
- Arthur Hoyt - Sr. Wilding
- Frank Hall Crane - Jack Wilding (como Frank Crane)
- Jim Farley - Pete (como James Farley)
- Henry Hebert - Capitão Carl Herman
- Maude Emory - Babette (como Maud Emery)